# Бучин (Праид)
Бучин (рум. Bucin) насеље је у Румунији у округу Харгита у општини Праид. Oпштина се налази на надморској висини од 670 m.

## Становништво
Према подацима из 2011. године у насељу је живело 7 становника.